# 課外活動
課外活動是指在課餘時間由教育機構或學校教導學生知識和提升其能力，及向學生提供玩耍、德育或練習。
在香港，課外活動的範圍十分廣泛，大致可以分為五大類：學術類、服務類、興趣類、藝術類及體格類，各有不同的作用，學生可以按照自己的興趣、時間、能力等選擇。

## 另見
- 部活動
- 課程輔助活動
- 學生社團
- 学生会
- 体育会与文化会